# Ellingen
Ellingen là một town ở huyện Weißenburg-Gunzenhausen, bang Bayern, Đức.